# セリエD (サッカー)
セリエD（セリエ・ディー、伊: Serie D、イタリア語発音: [ˈsɛːrje ˈdi] セーリェ・ディ）は、イタリアのアマチュアサッカーリーグで、プロ（レガ・カルチョ）を含めると上から4番目のリーグである。
アマチュアとしては最上位のリーグであり、Serie Dilettanti（セリエ・ディレッタンティ）とも言われる。リーグはAからIまで9つのエリア（girone）で構成され、各エリアに17〜20クラブが所属、2019-20シーズンはリーグ全体で166クラブが登録されている。
2013-14シーズンまでは5部に値するリーグだったが、このシーズン終了後に3部のレガ・プロ・プリマ・ディヴィジオーネと4部のセコンダ・ディヴィジオーネが統合されたことにより、4番目のリーグとなった。

## 昇格
シーズン終了後、各エリアの上位1クラブは無条件でセリエCに昇格となる（計9クラブ）。さらに2位から5位のクラブでプレイオフを行い、勝ち残ったクラブは、不測の事態によりセリエCに欠員が出た場合に昇格となる、昇格次点クラブとされる。

## 降格
また、各エリアの下位2クラブは自動的に下部リーグのエッチェッレンツァへ降格となり、さらに13位vs16位、14位vs15位のクラブがプレイアウトを行い、それぞれの敗者2クラブも降格となる（9エリア合計36クラブ）。

## スクデット・ディレッタンティ（セリエD）
レギュラーシーズン終了後、各エリアの優勝クラブでトーナメントが行われ、勝者にはスクデット・ディレッタンティが贈られる。

## 歴代優勝クラブ
- 1952/1953 - カタンザーロ
- 1953/1954 - バーリ
- 1954/1955 - BPDコレッフェロ
- 1955/1956 - シエーナ
- 1956/1957 - ラヴェンナ
- 1957/1958 - コセンツァ、OZO マントヴァ、スペツィア
- 1961/1962 - ノチェリーナ
- 1992/1993 - ユーロビルディング・クレヴァルコレ
- 1993/1994 - プロ・ヴェルチェッリ
- 1994/1995 - ターラント
- 1995/1996 - カステル・サンピエトロ
- 1996/1997 - ビエッレーゼ
- 1997/1998 - ジュリアーノ
- 1998/1999 - ランチャーノ
- 1999/2000 - サンジョヴァンネーゼ
- 2000/2001 - パルメーゼ
- 2001/2002 - オルビア
- 2002/2003 - カヴェーゼ
- 2003/2004 - マッセーゼ
- 2004/2005 - バッサーノ・ヴィルトゥス
- 2005/2006 - パガネーゼ
- 2006/2007 - USテンピオ
- 2007/2008 - アヴェルサ・ノルマンナ
- 2008/2009 - プロ・ヴァスト
- 2009/2010 - ACモンティキアーリ
- 2010/2011 - ACクーネオ
- 2011/2012 - FBCウニオーネ・ヴェネツィア
- 2012/2013 - SSイスキア・イソラヴェルデ
- 2013/2014 - ポルデノーネ
- 2014/2015 - シエーナ
- 2015/2016 - ヴィテルベーゼ
- 2016/2017 - モンツァ
- 2017/2018 - プロ・パトリア
- 2018/2019 - アヴェッリーノ
- 2019/2020 - COVID-19のため開催されず
- 2020/2021 - COVID-19のため開催されず
- 2021/2022 - レカナテーゼ
- 2022/2023 - セストリ・レヴァンテ
- 2023/2024 - カンポバッソ